# Johannes Messenius

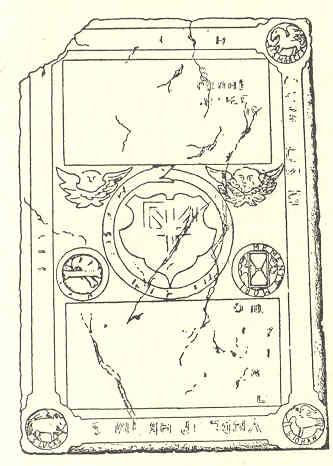
Johan Messenius gravsten i Uleåborgs domkyrka.

Johannes Messenius, född omkring 1579 i Västra Stenby socken i nuvarande Motala kommun, död 8 november 1636 i Uleåborg, var en svensk författare, dramatiker och historiker.

## Biografi
Johannes Messenius genomgick skola i Vadstena under sin barndom och vid Braunsbergs jesuitseminarium 1595–1603, besökte längre perioder orter som Köpenhamn, Kraków, Prag, Rom, Ingolstadt och Danzig innan han utnämndes 1609 till professor i juridik i Uppsala. 

### Professor i Uppsala
I Uppsala samlade han omkring sig en stor skara lärjungar som var honom varmt hängivna inte enbart på grund av hans fängslande framställningskonst utan även därför att han använde nya och mer roande undervisningsmetoder. Han lät studenterna spela svenska komedier som han själv skrev. På Distingsmarknaden fick studenterna uppföra hans komedi Disa, som väckte stor uppskattning bland den talrikt församlade Upplandsallmogen.
Messenius lät också sina studenter roa sig med dans och öva sig i fäktning. Han såg också genom fingrarna med mycket av ungdomarnas förseelser och vann lätt popularitet. Det i så hög grad att flera av Johannes Rudbeckius lärjungar svek sin mästare och övergick till Messenius.

### Dom och livet i fängelse
Messenius kom att utkämpa en bitter strid med Rudbeckius. För att få slut på denna konflikt så var kung Gustav II Adolf tvungen att ingripa och 1613 blev därför Messenius utnämnd till föreståndare för rikets arkiv i Stockholm samt blev assessor i Svea hovrätt. I dessa roller hamnade han i bitter arvsrättskonflikt med Erik Jöransson Tegel och Nils Chesnecopherus vilket ledde till att han anklagades för att vara kryptokatolik och för att gå Polens ärenden. År 1616 dömdes han till döden för högförräderi. Den 20 augusti samma år omvandlades domen till livstids fängelse på Kajaneborgs fästning, som låg i en vild fors i Österbottens ödemarker. 
Under sina 20 år på Kajaneborg slutförde han merparten av sin litterära insats. Miljön beskrevs som "ett trångt, vått, skitigt och stinkande fängelse, där dagen syntes genom väggarna". Beskrivningen är från fångvaktarna, som kände medlidande med Messenius och skildrade hans lidande i en skrivelse. Hans barn togs ifrån honom av fruktan för att han skulle "instruera dem uti den papistiska religionen och de således bliva av honom förförde". Hustrun Lucia Grothusen övergav honom dock inte.
I fängelset skrev han sin stora svenska rikshistoria, Scondia illustrata, där han beskrev Sveriges öden alltifrån den tid då Noaks sonson Gog påstods ha flyttat till Norden fram till Gustav II Adolfs tronbestigning. Ett rikligt arbetsmaterial stod till hans förfogande: Med regeringens tillstånd hade han medfört en stor mängd akter och krönikor till sin förvisningsort. I en nådeansökan till Kristinas förmyndarregering uppgav han stolt att han "förfärdigat ett sådant verk, som aldrig tillförene i Sverige sett är".

### Död
Han frigavs 1636, kort före sin död i Uleåborg, dit han hade förflyttats först efter Gustav II Adolfs död. 

### Familj
Messenius var gift med Lucia, Arnold Grothusens dotter, och de var föräldrar till historikern Arnold Johan Messenius (1608–1651).

## Fiktion om Johannes Messenius
Johannes Messenius är huvudperson i Rolf Söderlings teaterpjäs Bakom gallrarna, som 1978 uppfördes på Raseborgs sommarteater.